# Rustic
Rustic este o trupă de muzică etno-dance care s-a înființat în anul 2000, compusă din trei fete: Loredana Bălășoiu, Brândușa și Silviana.
În anul 2002, apărea sub același nume, trupa fiind compusă din Sanda Făcăoanu, Alice și Dana.
După filmarea clipului Aseară ți-am luat basma, după o serie de apariții TV și spectacole, în anul 2004, trupa Rustic si-a schimbat componenta si a inceput sa functioneze in formula de duet.
Trupa Rustic este marca a RBA Records si este manageriata de Radu Baron.

## Albume
- Fură inima oricui Label: MediaPro Music (2001)

- Bade, bădișorul meu Label: RBA (2002)
- Joaca de sărbători Label: MediaPro Music (2002)
- Rău îmi bate inima Label: Spiros Galați (2007)
- Suflet de Român Label: Zoom Studio (2010)

## Componență
- Loredana Bălășoiu (2000-2002)
- Brândușa (2000-2002)
- Silviana (2000-2002)
- Sanda Făcăoanu (2002-2010)
- Alice Lupu (2002-2004)
- Daniela Moise (2002-2004)
- Cristina Coca (2004-2010)
- Izabela Nicoleta Pop (2010)